# Depilator (urządzenie)

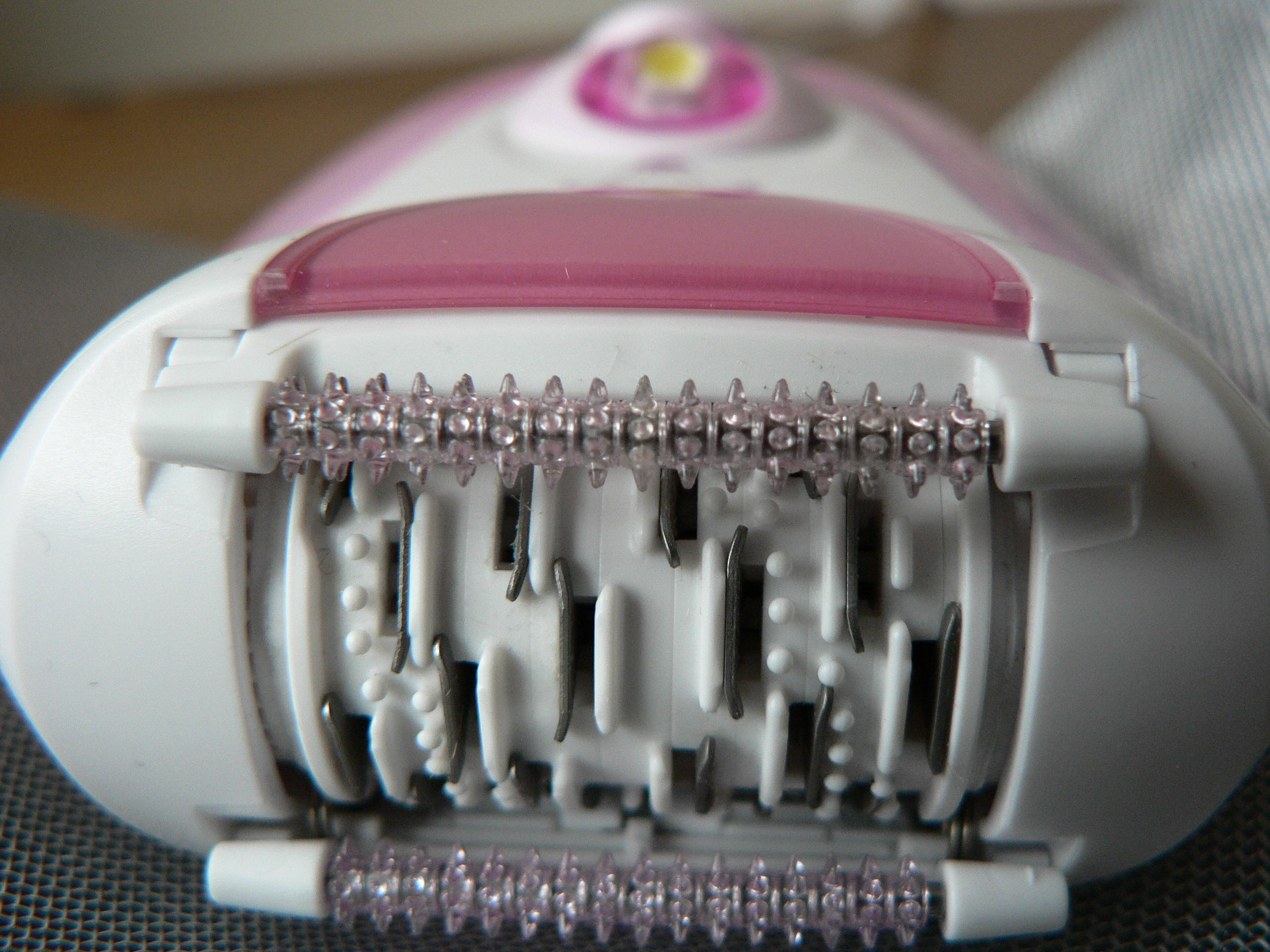
Część robocza depilatora

Depilator – urządzenie służące do usuwania z ciała owłosienia, czyli depilacji (epilacji). Dostępne są depilatory dyskowe (obracające się tarcze wyrywają włosy) oraz pęsetowe.
W odróżnieniu od maszynek do golenia, depilatory usuwają włosy razem z cebulkami, a nie tylko je ścinają, dzięki czemu nie trzeba ich używać zbyt często. Sam zabieg jest dość bolesny i dlatego współczesne depilatory cechują się rozmaitymi rozwiązaniami zmniejszającymi ból, na przykład nawiewem powietrza, chłodzeniem skóry, generowaniem impulsów elektrycznych „dezorientujących” komórki nerwowe.